# Wagner (Dakota del Sur)
Wagner es una ciudad ubicada en el condado de Charles Mix en el estado estadounidense de Dakota del Sur. En el Censo de 2010 tenía una población de 1.566 habitantes y una densidad poblacional de 294,94 personas por km².

## Geografía
Wagner se encuentra ubicada en las coordenadas 43°4′31″N 98°17′40″O / 43.07528, -98.29444. Según la Oficina del Censo de los Estados Unidos, Wagner tiene una superficie total de 5.31 km², de la cual 5.28 km² corresponden a tierra firme y (0.49%) 0.03 km² es agua.

## Demografía
Según el censo de 2010, había 1.566 personas residiendo en Wagner. La densidad de población era de 294,94 hab./km². De los 1.566 habitantes, Wagner estaba compuesto por el 54.66% blancos, el 0.19% eran afroamericanos, el 40.55% eran amerindios, el 0.19% eran asiáticos, el 0% eran isleños del Pacífico, el 0.77% eran de otras razas y el 3.64% pertenecían a dos o más razas. Del total de la población el 3% eran hispanos o latinos de cualquier raza.